# Diecezja Purnea
Diecezja Purnea – diecezja rzymskokatolicka w Indiach. Została utworzona w 1998 z terenu diecezji Dumka.

## Ordynariusze
- Vincent Barwa (1998-2004)
- Angelus Kujur (2007-2021)
- Francis Tirkey (od 2024)